# Bonnières, Pas-de-Calais

Bonnières este o comună în departamentul Pas-de-Calais, Franța. În 1 ianuarie 2022 avea o populație de 667 de locuitori.